# Campionati mondiali di bob 2000
I Campionati mondiali di bob 2000, quarantanovesima edizione della manifestazione organizzata dalla Federazione Internazionale di Bob e Skeleton, si sono disputati dal 5 al 13 febbraio 2000 ad Altenberg, in Germania, per gli uomini, sulla pista omonima, il tracciato naturale sul quale si svolsero le rassegne iridate maschili del 1991. La località sassone ha ospitato quindi le competizioni iridate per la seconda volta nel bob a quattro e nel bob a due uomini.

Per la prima volta nella storia di questo sport venne disputata la competizione iridata anche per il bob femminile, unicamente nella specialità a due, e si è svolta il 5 febbraio 2000 a Winterberg, sempre in Germania, sulla pista omonima.
L'edizione ha visto la Germania dominare il medagliere, aggiudicandosi tutte e tre le medaglie d'oro e conquistandone cinque totali sulle nove disponibili. I titoli sono stati infatti vinti nel bob a due uomini da Christoph Langen e Markus Zimmermann, nel bob a quattro da André Lange, René Hoppe, Lars Behrendt e Carsten Embach e nel bob a due femminile dalle connazionali Gabriele Kohlisch e Kathleen Hering.

## Risultati

### Bob a due uomini
La gara si è svolta il 5 e il 6 febbraio 2000 nell'arco di quattro manches ed hanno preso parte alla competizione 31 compagini in rappresentanza di 16 differenti nazioni. Campioni in carica erano gli italiani Günther Huber, Enrico Costa e Ubaldo Ranzi (Ranzì sostituì Costa nell'ultima discesa), equipaggio giunto in quinta posizione ma con Cristian La Grassa come frenatore. Il titolo è stato pertanto conquistato dai tedeschi Christoph Langen e Markus Zimmermann, sodalizio che fu già medaglia d'oro a Calgary 1996 e argento a Cortina d'Ampezzo 1999, davanti ai connazionali André Lange e René Hoppe, e alla formazione svizzera costituita da Christian Reich ed Urs Aeberhard, tutti alla prima medaglia iridata di specialità.
| Pos. | Atleti                             | Nazione       | Tempo   | Distacco |
| ---- | ---------------------------------- | ------------- | ------- | -------- |
|      | Christoph Langen Markus Zimmermann | Germania I    | 3:48.66 |          |
|      | André Lange René Hoppe             | Germania II   | 3:48.73 | +0.07    |
|      | Christian Reich Urs Aeberhard      | Svizzera II   | 3:49.47 | +0.81    |
| 4    | Reto Götschi Cédric Grand          | Svizzera II   | 3:49.97 | +1.31    |
| 5    | Günther Huber Cristian La Grassa   | Italia I      | 3:50.28 | +1.62    |
| 6    | Todd Hays Garrett Hines            | Stati Uniti I | 3:50.51 | +1.85    |
| 7    | Pierre Lueders Ahmed Marshall      | Canada I      | 3:50.59 | +1.93    |
| 8    | Fabrizio Tosini Marco Menchini     | Italia II     | 3:51.13 | +2.47    |
| 9    | Marcel Rohner Beat Hefti           | Svizzera III  | 3:51.30 | +2.64    |
| 10   | Sandis Prūsis Jānis Ozols          | Lettonia I    | 3:51.82 | +3.16    |

### Bob a due donne
La gara si è svolta il 5 febbraio 2000 nell'arco di due manches ed hanno preso parte alla competizione 21 compagini in rappresentanza di 10 differenti nazioni. Il primo titolo mondiale nel bob femminile è stato conquistato dalla coppia tedesca formata da Gabriele Kohlisch, già due volte campionessa mondiale nello slittino singolo, e Kathleen Hering, davanti alle statunitensi Jean Racine e Jennifer Davidson e alle elvetiche Françoise Burdet e Katharina Sutter.
| Pos. | Atleti                            | Nazione        | Tempo   | Distacco |
| ---- | --------------------------------- | -------------- | ------- | -------- |
|      | Gabriele Kohlisch Kathleen Hering | Germania III   | 1:58.09 |          |
|      | Jean Racine Jennifer Davidson     | Stati Uniti I  | 1:58.20 | +0.11    |
|      | Françoise Burdet Katharina Sutter | Svizzera I     | 1:58.39 | +0.30    |
| 4    | Heike Storch Birgit Brodbeck      | Germania II    | 1:58.42 | +0.33    |
| 5    | Stefanie Möller Sabine Knabe      | Germania I     | 1:58.52 | +0.43    |
| 6    | Jill Bakken Shauna Rohbock        | Stati Uniti II | 1:58.64 | +0.55    |
| 7    | Michelle Coy Emma Merry           | Regno Unito I  | 1:58.66 | +0.57    |
| 8    | Christine Fraser Kathleen Salikin | Canada I       | 1:58.73 | +0.64    |
| 9    | Claudia Bühlmann Denise Amstad    | Svizzera II    | 1:59.10 | +1.01    |
| 10   | Sarah Monk Georgette Reed         | Canada II      | 1:59.32 | +1.23    |

### Bob a quattro
La gara si è svolta il 12 e il 13 febbraio 2000 nell'arco di quattro manches ed hanno preso parte alla competizione 25 compagini in rappresentanza di 15 differenti nazioni. Campione mondiale in carica era il quartetto francese composto da Bruno Mingeon, Emmanuel Hostache, Éric Le Chanony e Max Robert, giunto sesto al traguardo con Christophe Fouquet al posto di Le Chanony, e il titolo è stato pertanto conquistato dai tedeschi André Lange, René Hoppe, Lars Behrendt e Carsten Embach, con Embach al suo terzo alloro mondiale dopo quelli vinti a Sankt Moritz 1997 e a Winterberg 1995, davanti all'altro equipaggio teutonico formato da Christoph Langen, Markus Zimmermann, Tomas Plazter e Sven Rühr, con Langen, Zimmermann e Ruhr a bissare l'oro a quattro ottenuto a Calgary 1996, e agli svizzeri Christian Reich, Bruno Aeberhard, Urs Aeberhard e Domenic Keller, alla loro prima medaglia iridata di specialità.
| Pos. | Atleti                                                        | Nazione       | Tempo   | Distacco |
| ---- | ------------------------------------------------------------- | ------------- | ------- | -------- |
|      | André Lange René Hoppe Lars Behrendt Carsten Embach           | Germania II   | 3:40.31 |          |
|      | Christoph Langen Markus Zimmermann Tomas Plazter Sven Rühr    | Germania I    | 3:40.93 | +0.62    |
|      | Christian Reich Bruno Aeberhard Urs Aeberhard Domenic Keller  | Svizzera II   | 3:42.38 | +2.07    |
| 4    | Brian Shimer Dave Owens Pavle Jovanovic Garrett Hines         | Stati Uniti I | 3:42.42 | +2.11    |
| 5    | Sandis Prūsis Maris Rozentals Matīss Zacmanis Jānis Ozols     | Lettonia I    | 3:42.44 | +2.13    |
| 6    | Bruno Mingeon Emmanuel Hostache Christophe Fouquet Max Robert | Francia I     | 3:42.68 | +2.37    |
| 7    | Pierre Lueders Ben Hindle Matthew Hindle Ahmed Marshall       | Canada I      | 3:43.27 | +2.96    |
| 8    | Ralph Rüegg Stefan Keller Stefan Hammer Elmar Schaufelberger  | Svizzera III  | 3:43.48 | +3.17    |
| 9    | Evgenij Popov Pëtr Makarčuk Oleg Petrov Aleksej Andrjunin     | Russia I      | 3:43.84 | +3.53    |
| 10   | Sean Olsson Andy Lewis Phil Goedluck Paul Attwood             | Regno Unito I | 3:44.04 | +3.73    |

## Medagliere
| Posizione | Nazione     | Oro | Argento | Bronzo | Totale |
| --------- | ----------- | --- | ------- | ------ | ------ |
| 1         | Germania    | 3   | 2       | 0      | 5      |
| 2         | Stati Uniti | 0   | 1       | 0      | 1      |
| 3         | Svizzera    | 0   | 0       | 3      | 3      |
| Totale    | Totale      | 3   | 3       | 3      | 9      |